# Rödhuvad törnskata
Rödhuvad törnskata (Lanius senator) är en palearktisk tätting som tillhör familjen törnskator. Den häckar mestadels runt Medelhavet, men även österut i västra Asien. Vintertid flyttar den till Afrika söder om Sahara. Arten är en tillfällig gäst i norra Europa, däribland Sverige med uppemot fynd. Den minskar i antal, så pass att IUCN kategoriserar den som nära hotad.

## Utbredning och taxonomi
Rödhuvad törnskata är en flyttfågel som häckar kring Medelhavet i södra Europa och nordvästra Afrika, och österut genom Mellanöstern till Kaukasus och Iran. Övervintringen sker i Centralafrika, söder om Sahara och norr om Ekvatorn. En del fåglar från den östligaste delen av häckningsområdet övervintrar på Arabiska halvön, främst i Jemen. 

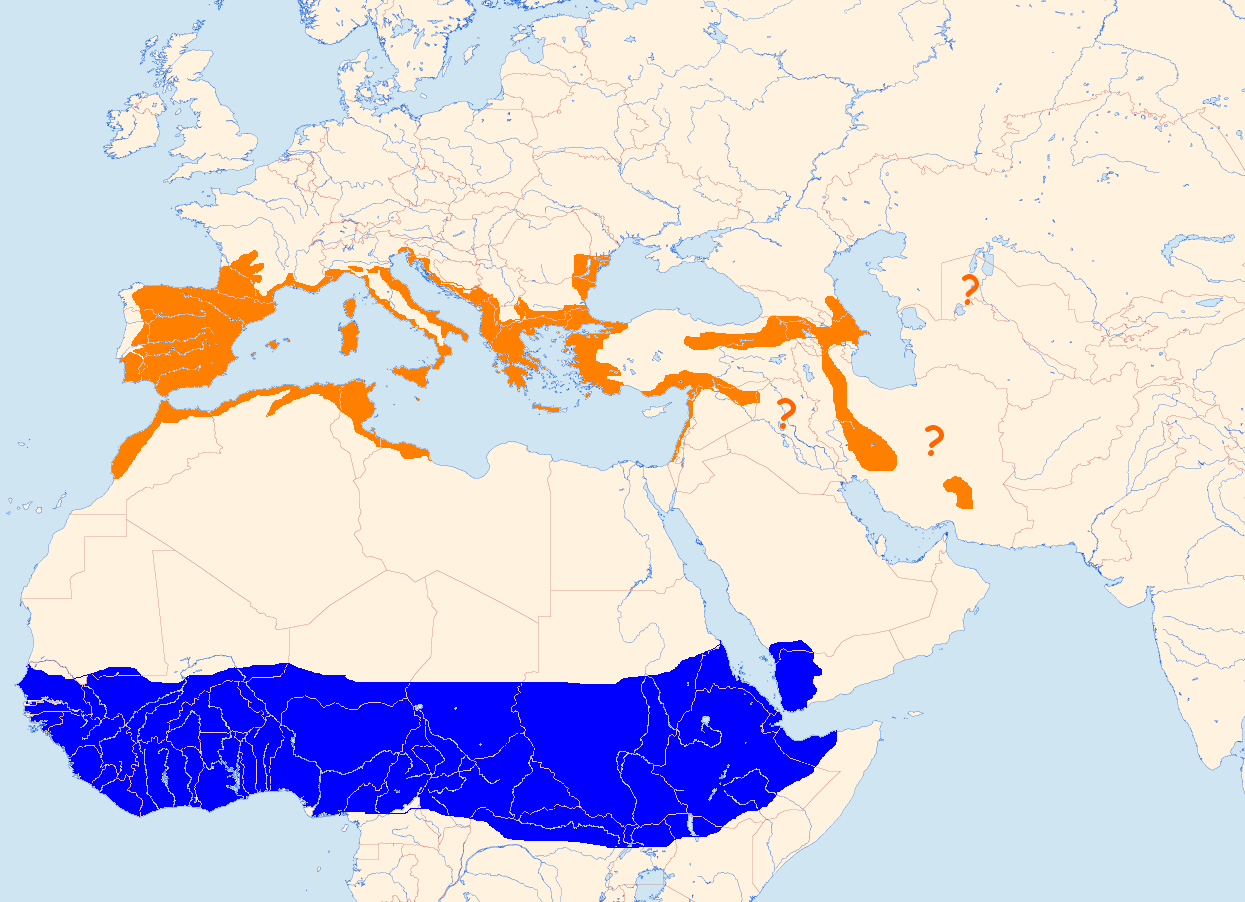
Utbredningsområde
Häckningsområde Övervintringsområde

Absoluta merparten av det globala populationens höstflytt går nästan rakt söderut, förutom den persiska häckbeståndet som flyttar åt sydväst till Östafrika. Flytten sker mer eller mindre samtidigt över hela utbredningsområdet. 
Fågeln anländer till häckningsplatserna i södra Europa från och med slutet av mars, men framförallt från och med april, och till häckningsområdena i Frankrike når den från mitten av april till mitten av maj. Merparten lämnar de europeiska häckningsområdena från slutet av juli till mitten av september, men vissa individer, framförallt av underarten badius flyttar inte förrän mitten av oktober. Enstaka individer kan ibland flyga långt utanför artens vanliga utbredningsområde och den har observerats i ett flertal nordeuropeiska länder, i Sverige uppemot 100 gånger. Tidigare har arten häckat så långt norrut som Polen och södra Tyskland, men dessa bestånd är nästan helt borta, och arten har inte häckat i Luxemburg och Tjeckien sedan 1989.

### Underarter
Arten delas upp i tre erkända underarter, med följande utbredning:
- Västlig rödhuvad törnskata[6], Lanius senator senator inklusive rutilans[7] (Temminck, 1840) – nominatformen häckar i ett område som sträcker sig från Spanien, i sydvästra Europa, till västra Turkiet och norra Afrika.
- Balearisk rödhuvad törnskata[6], Lanius senator badius (Hartlaub, 1854) – häckar på öar i västra Medelhavet.
- Östlig rödhuvad törnskata[6],Lanius senator niloticus (Bonaparte, 1853) – häckar i östra Turkiet, kring Levanten och österut till Iran.

Vissa auktorer särskiljer även populationen som häckar på Iberiska halvön och i nordvästra Afrika som underarten rutilans.

## Utseende
Rödhuvad törnskata är 17–19 centimeter lång, inräknat en omkring 8 centimeter lång stjärt. Den har den för törnskatorna typiska kroppsformen, med kraftig näbb och en kompakt kropp med förhållandevis lång stjärt. Den adulta fågelns fjäderdräkten är främst svart, vit med brunrött huvud. Könen går att skilja åt då honans teckning är något ljusare, där det svarta går mer åt mörkgrått och det röda mer åt orangebrunt. Honan är också något mindre än hanen. Som juvenil och under första vintern är den på ovansidan vattrad i brunt, grått och vitt och påminner om en ljusare och gråare variant av juvenil törnskata.

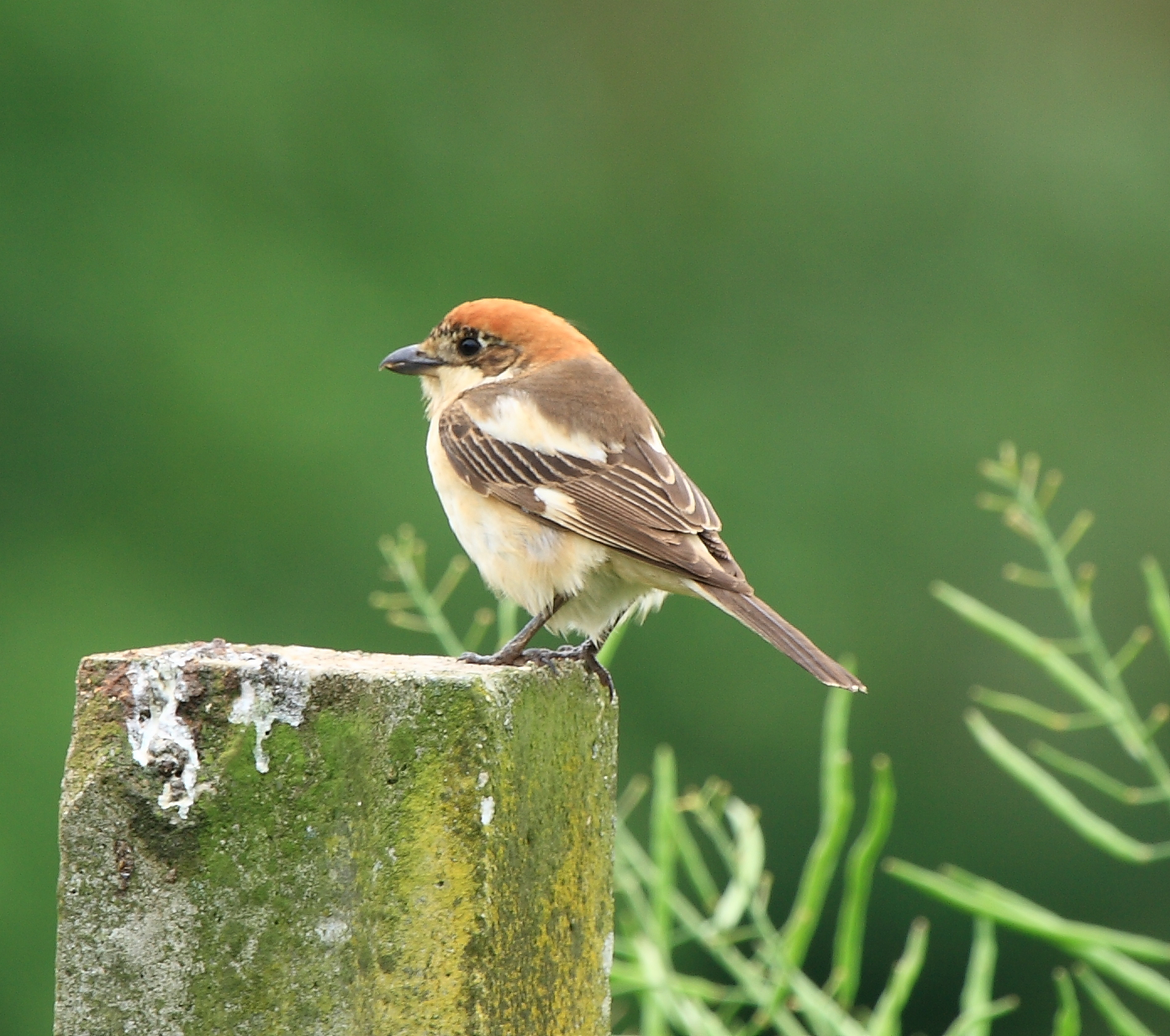
Hona av nominatformen fotograferad i Galicien i Spanien.

De tre underarterna uppvisar vissa variationer i fjäderdräkten. Exempelvis saknar L. s. badius i alla fjäderdräkter den vita handbasfläcken på vingen, vilket övriga underarter har. Den har också mindre svart i pannan. L. s. niloticus har istället en större vit handbasfläck och mycket mer svart i pannan. Denna underart anlägger också adulta drag under hösten, vilket är tidigare än de andra underarterna.

## Ekologi
Den rödhuvade törnskatan är dagaktiv och föredrar öppna marker bevuxna med spridda träd, där det helst också ska finnas fläckar av bar jord eller sand. Dess föda är främst större insekter, som gräshoppor, skalbaggar, cikador och trollsländor, men även andra små ryggradslösa djur, liksom ödlor, små gnagare och småfåglar, samt vissa bär och frukter kan ingå i dess diet om möjligheten erbjuds eller om det är ont om annan föda. 

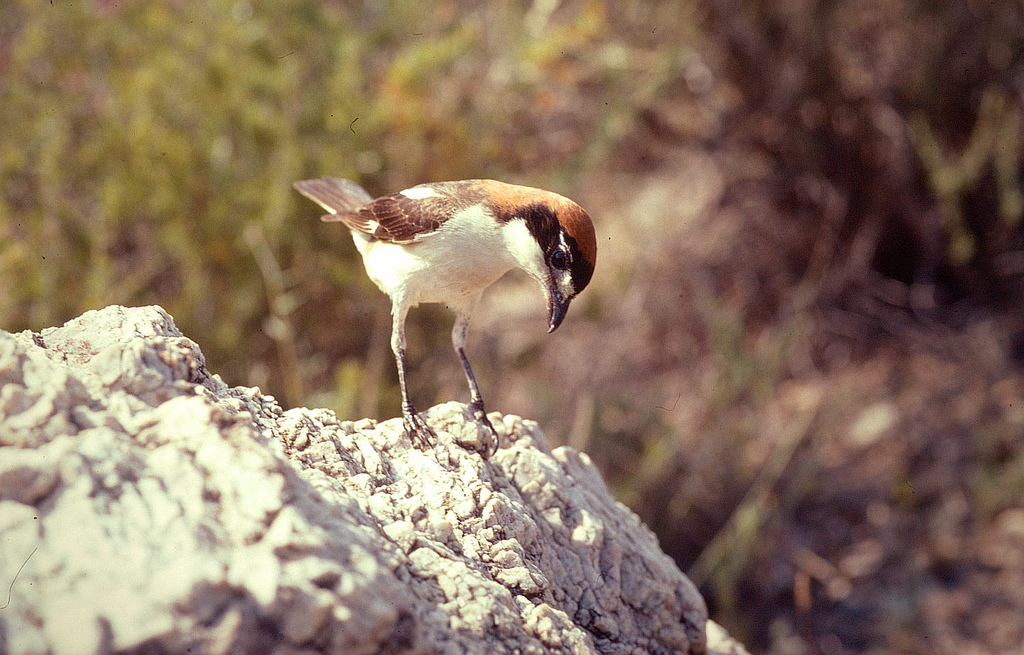

Vanligen sitter den på en högre belägen plats, som i toppen av en buske eller på ett staket och spanar efter byten på marken. Som flera andra törnskator fångar den när det finns gott om byten ofta mer än den för tillfället kan äta. Den spetsar då dessa på vassa taggar på buskar eller andra liknande lämpliga föremål för att återvända senare. 
Under häckningen bildar fåglarna par. Boet placerars ofta i ett buskage. Honan lägger vanligtvis fem till sex ägg som ruvas av honan i 14–15 dygn. Båda föräldrarna hjälps sedan åt att föda upp ungarna tills de är flygga vilket tar 15–18 dagar.

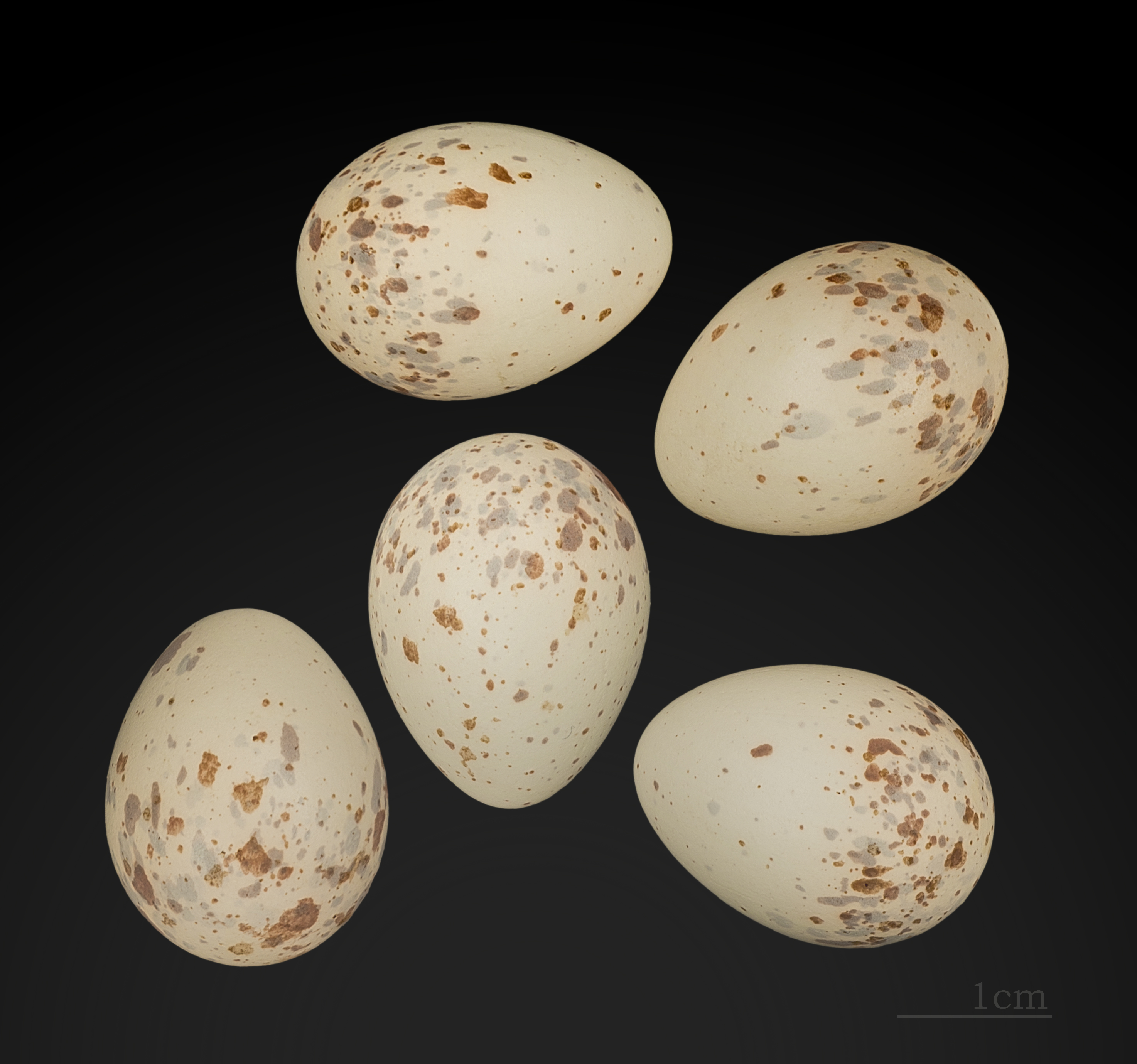
Ägg från rödhuvad törnskata.

## Status och hot
Rödhuvad törnskata har minskat under lång tid och tros även fortsättningsvis hotas av habitatdegradering till följd av jordbrukets intensifiering och avskogning, bränder, klimatförändringar och möjligen även jakt. Bevakning av beståndet i Europa visar på en nedgång med hela 25 % under en tioårsperiod. Internationella naturvårdsunionen IUCN kategoriserar därför arten som livskraftig (LC). I Europa tros det häcka mellan drygt 1,9 miljoner och dryg 3,1 miljoner par. Europa utgör 65 % av artens utbredningsområde, vilket betyder att världspopulationen preliminärt uppskattas till mellan knappt sex och drygt 9,5 miljoner vuxna individer.